# Padroni
Padroni – jednostka osadnicza w Stanach Zjednoczonych, w stanie Kolorado, w hrabstwie Logan.